# Kvarteret Æolus

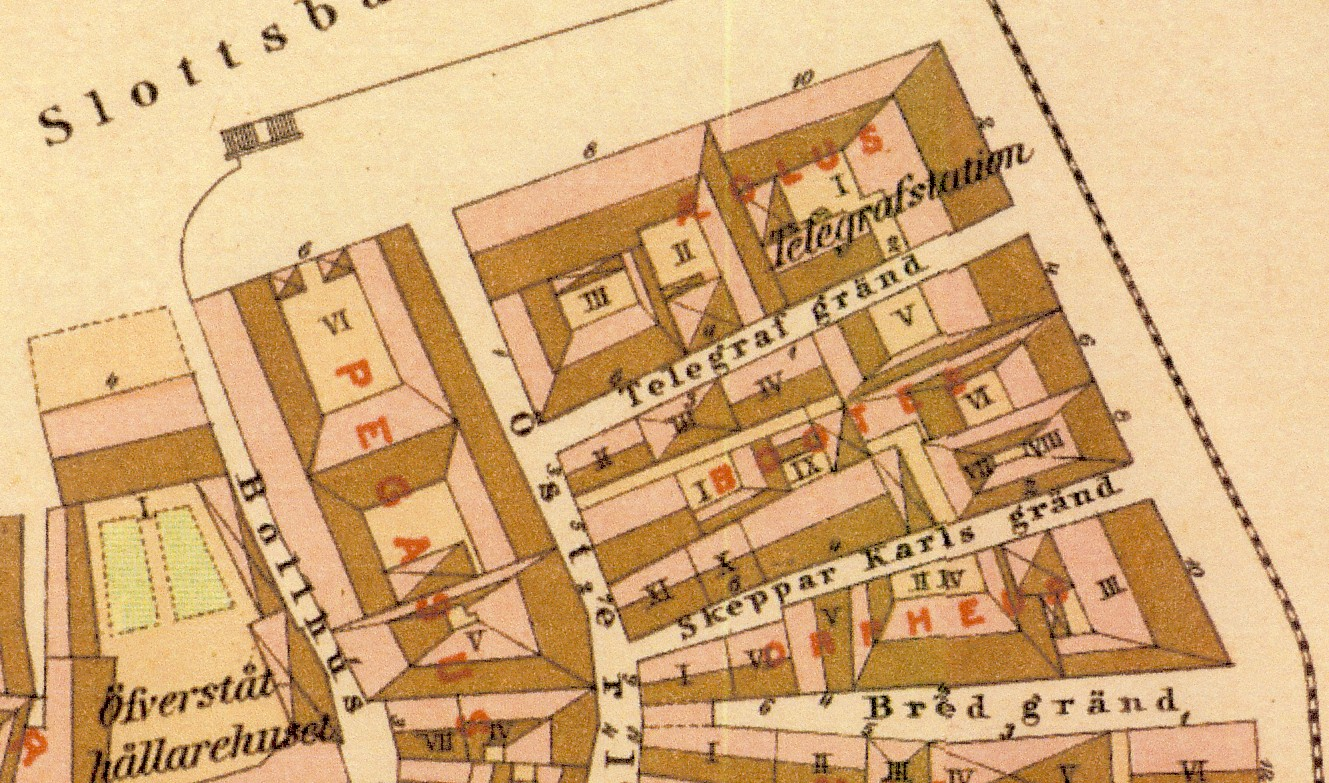
Kvarteren Æolus, Bootes och Orpheus på Lundgrens karta 1885. Här anges fortfarande en äldre kvartersindelning. Kartan visar även den nybyggda Stockholms telegrafstation (Skeppsbron 2)

Kvarteret Æolus (även AEolus eller Aeolus) är ett kvarter i Gamla stan i Stockholm. Kvarteret omges av Österlånggatan i väster, Slottsbacken i norr, Skeppsbron i öster och Telegrafgränd i söder. Området för dagens kvarter Æolus kom till efter 1640-talet då Östra stadsmuren revs och ny byggbar mark anlades på delvis utfylld mark längs Skeppsbron. Æolus är Skeppsbroradens nordligaste kvarter med Stockholms slott som granne.
Dagens kvarteret Æolus är norra delen av den medeltida stadsdelen Våmbafjärdingen mellan Sanden (dagens Slottsbacken)  och  Lindhwidz grend (dagens Telegrafgränd).

## Etymologi
Den övervägande delen av kvarteren i Gamla stan har döpts efter begrepp (främst gudar)  ur den grekiska och romerska mytologin.  I den grekiska mytologin fanns tre gestalter med namnet Aiolos, en av dem var vindarnas herre.

## Fastigheten Æolus 1

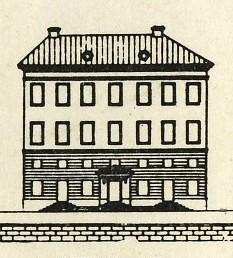
Saltkompaniets hus på 1700-talet

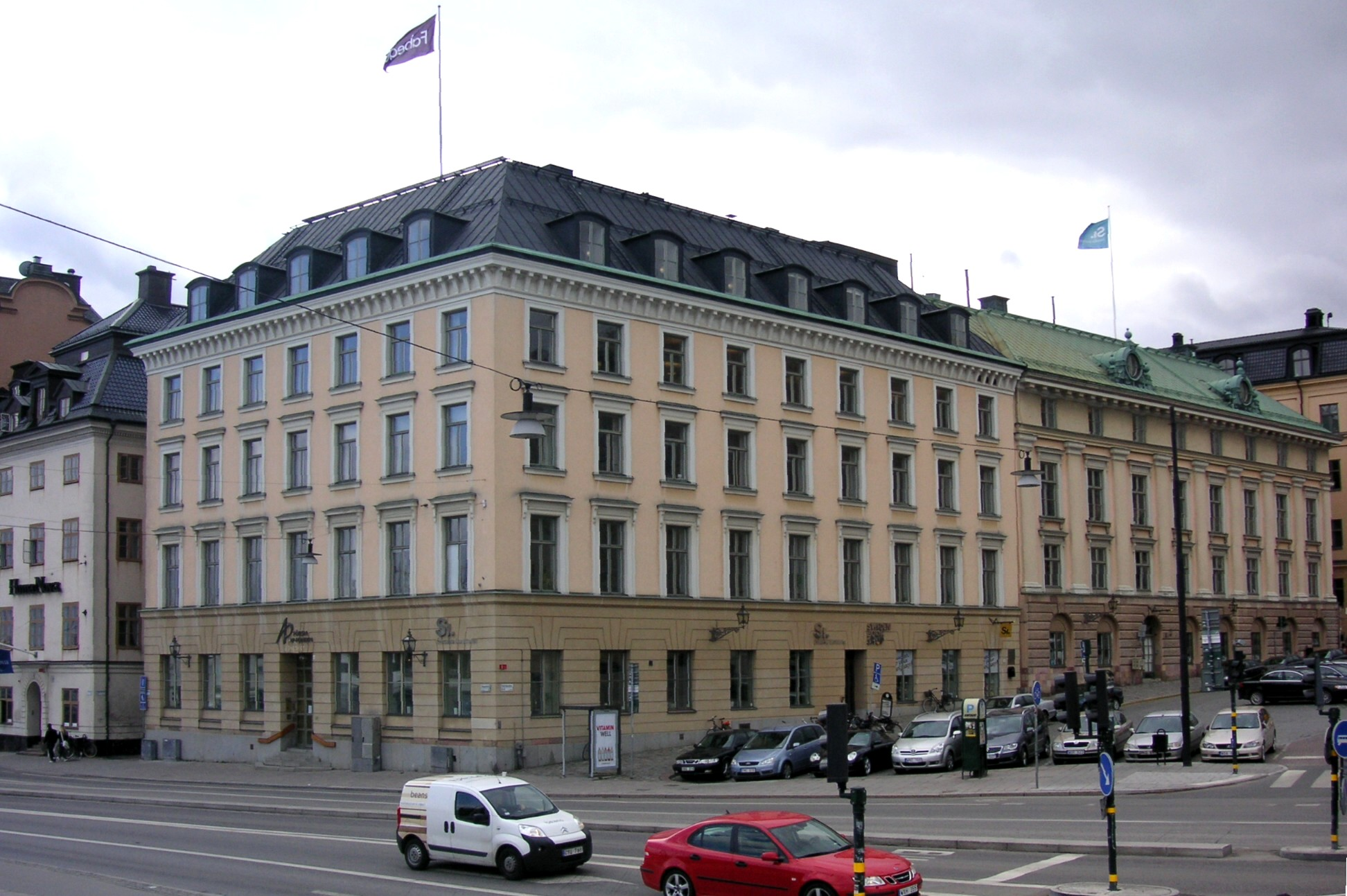
Stockholms telegrafstation mot Skeppsbron och Flemingska palatset mot Slottsbacken

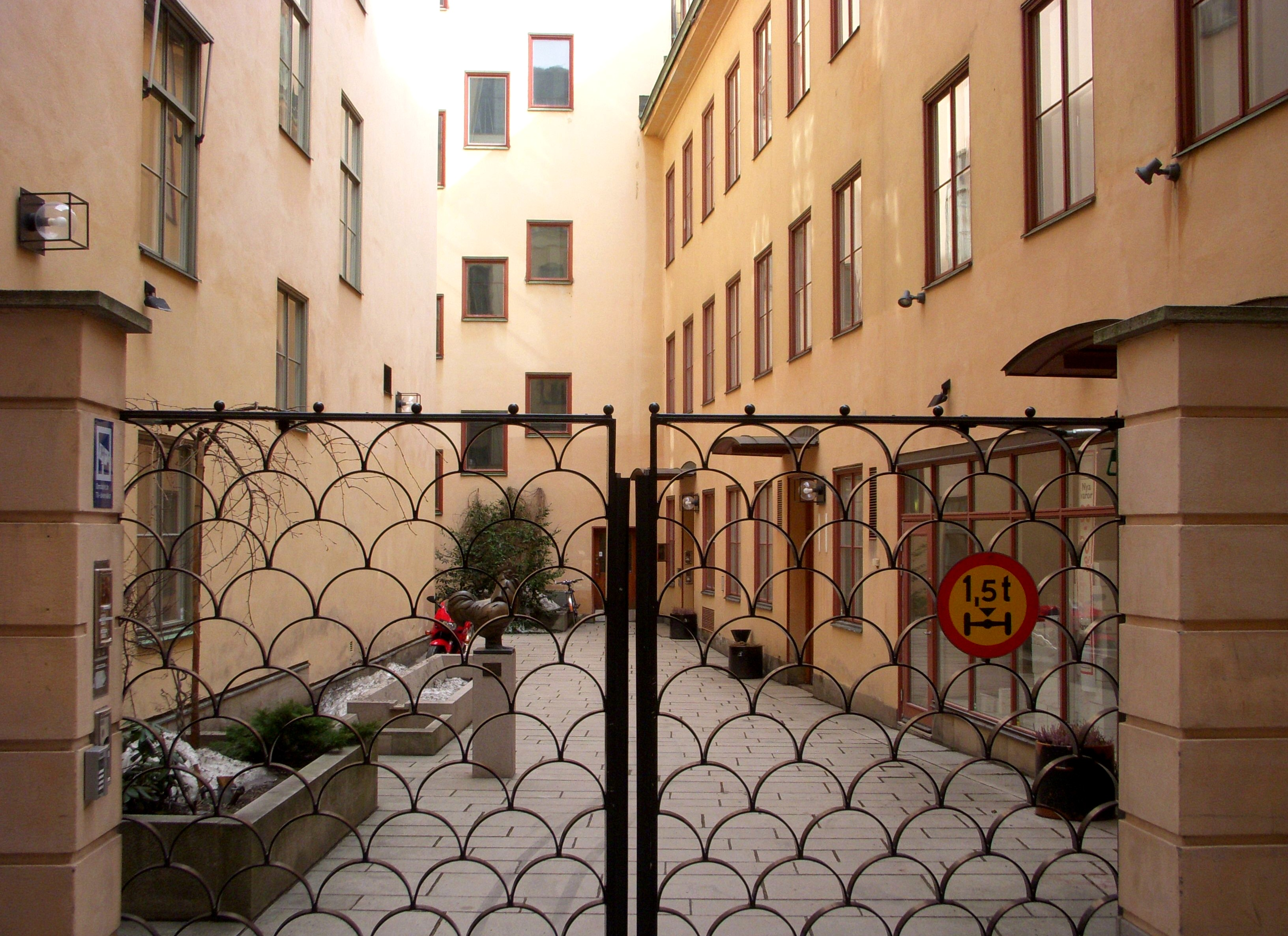
Innergården mot Österlånggatan

Kvarteret bildades år 1729 och då fanns fyra fastigheter (Östra 10, Östra 11, Östra 12 och Östra 13). År 1885 fanns här tre fastigheter (Æolus I, II, III), sedan år 1930 är dessa sammanslagna till en enda fastighet, Æolus 1.
Under 1600-talet omgestaltades Slottsbackens södra bebyggelse och nya påkostade stenhus uppfördes där. År 1647 lät Västerviks skeppskompani (även kallat Stora Saltkompaniet)  bygga Saltkompaniets hus som, var ett packhus på tomtens nordöstra del. Vid 1700-talets slut blev huset ombyggd till ett palats.
På tomtens nordvästra del hade Henrik Klasson Fleming samma år låtit uppföra några bodar. Huvudparten av tomten förvärvades i januari 1653 av friherre Erik Fleming, där han uppförde Flemingska palatset på den västra delen av kvarteret. 
Nuvarande byggnad mot Skeppsbron uppfördes 1868-1870 för Stockholms telegrafstation av Kongl. Elecktriska Telegraf-Werket. Arkitekt för huset var Ludvig Hawerman. Då revs även Saltkompaniets hus. Det var en del stockholmare som ogillade rivningen eftersom Saltkompaniets gamla packhus hade byggts om vid 1700-talets slut till ett praktfullt palats med halvcirkelformad trappa och "idel hwälvda rum".
Redan 1889 expanderade Telegrafverket in i grannhuset, Flemingska palatset. Både Stockholms telegrafstation och Flemingska palatset ombyggdes och restaurerades i slutet av 1950-talet med Ivar Tengbom som arkitekt. Fastigheten Skeppsbron 2 och Slottsbacken 8 blev byggnadsminne 1992. Telegraf- och annan televerksamhet fanns kvar i huset ända fram till 1993. Idag (2009) ägs fastigheten av Fabege och hyrs ut som kontorshotell med bland andra Första AP-fonden som hyresgäst.
Æolus östra del med adress Österlånggatan 1 delas av en innergård i två byggnader. Allmänheten har ej tillträde till gården, gränden som leder dit är avspärrad med en smidesgrind. Byggnadsarbeten påbörjades i början av 1897 för Telegraf-Werkets räkning och godkändes i efterskott av Stockholms stad den 21 december 1897. Mellan 1950 och 1995 skedde en del ombyggnader då fönster och dörrar mot Österlånggatan ändrade placering och utförande.